# Orveau-Bellesauve
Orveau-Bellesauve è un comune francese di 387 abitanti situato nel dipartimento del Loiret nella regione del Centro-Valle della Loira.

## Società

### Evoluzione demografica
Abitanti censiti